# Самоволка (фильм, 1993)
«Самоволка» (пол. Samowolka) — польский фильм 1993 года режиссёра Феликса Фалька
Фильм на тему «фалы («волны»)» (аналога «дедовщины») в польской армии начала 1990-х, когда призывники унижаются старослужащими.
Автор сценария — писатель Петр Кокочинский много писал о «волне» в польской армии, в 1997 году переработал сценарий в повесть.

## Сюжет
В воинскую часть прибывают новые солдаты. «По волне» являющиеся «хвостами» («духами») молодые призывники подвергаются издевательствам старослужащих. Когда один из призывников, Ковальский из третьей роты первого взвода, защищает своих товарищей, сам получает за это суровое наказание. В части служит резервист «Тигр», недавно вышедший из тюрьмы и отличающийся садистским поведением в отношении призывников. Начальство беспомощно перед его выходками, и «Тигр» всегда чувствует себя безнаказанным. Ситуация становится всё более напряженной, а кратковременное самовольное отлучение из части ночью двух «хвостов» на свидания к девушкам приводит к трагедии.

## В ролях
В главных ролях:
- Роберт Гонера — Роберт Ковальский, рядовой
- Мариуш Якус — Ян Яблоньский («Тигр»)
- Александр Гавек — Казик Михаляк, рядовой
- Павел Иваницкий — Киндер, рядовой
- Кшиштоф Залеский — Вальдемар Куфель, сержант

В других ролях:
- Марцин Енджеевский — капрал Людвисиньский
- Роберт Лятушек — капрал Греляк
- Бартош Жуковский — Гжеляк, кельнер
- Томаш Лысяк — «вицек» («черпак») Дзюба
- Адам Шишковский — «вицек» («черпак») Янишевский
- Павел Козловский — «вицек» («черпак»)
- Кшиштоф Щигел — Павелец
- Збигнев Сушиньский — Анджей
- Роберт Венцкевич — Ромек
- Марек Цихуцкий — Войтек
- Павел Бурчик — доносчик из третьей роты
- Тадеуш Фаляна — Люциян Яворский, поручик
- Рафал Валентович — командир первого взвода
- Гжегож Клейн — капрал Лех
- Пётр Михальский — дежурный Палюх
- Михал Жебровский — дежурный «хвост» («дух») Павлик
- Яцек Брацяк — «хвост» («дух»)
- Адам Пробош — «хвост» («дух»)
- Рената Данцевич — Анка, девушка Ковальского
- Александра Возняк — Яга, подруга Анки

## Фестивали и награды
- 1993 — Гдыньский кинофестиваль — три приза: за лучшую режиссуру, лучший монтаж, и за лучшую роль второго плана.
- 1994 — Фестиваль польских телефильмов — приз за лучший сценарий.